# Radonis
Radonis właściwie Radosław Radka (ur. 4 lipca 1990 w Szczecinie), znany również jako RDS – polski raper i producent muzyczny.
Muzyk zadebiutował w 2009 roku albumem pt. Co jest z tym wszystkim ?!. Również w 2009 roku wraz z Fenixem wydał album zatytułowany Ja muszę nagrywać.
W 2013 roku we współpracy z warszawskim raperem Młodym M nagrał album zatytułowany Kronika III: Zaklęty krąg. Wydawnictwo promowane teledyskami do utworów „Wolni”, „Na uwięzi”, „Nie patrzę na innych”, „Zaklęty krąg”, „Kiedy zapada zmrok” oraz „Dobre życie” uplasowało się na 15. miejscu polskiej listy przebojów (OLiS). Również w 2013 roku wraz z producentem muzycznym L-Pro wydał album pt. Zawsze najgorszy. Jednakże produkcja nie spotkała się z szerszym zainteresowaniem publiczności.

## Dyskografia
Albumy
| Co jest z tym wszystkim ?!               | - Data: 2009 - Wydawca: $H Records            | –  |
| Ja muszę nagrywać (oraz Fenix)           | - Data: 2 marca 2009 - Wydawca: $H Records    | –  |
| Zawsze najgorszy (oraz L-Pro)            | - Data: 2013 - Wydawca: $H Records            | –  |
| Kronika III: Zaklęty krąg (oraz Młody M) | - Data: 29 marca 2013 - Wydawca: Step Records | 15 |
| „–” album nie był notowany.              |                                               |    |

Inne
| Album                                 | Rok  | Uwagi                                                                              | Źródło |
| ------------------------------------- | ---- | ---------------------------------------------------------------------------------- | ------ |
| Młody M – Kronika Remix               | 2009 | produkcja utworu „Co ci imponuje?"                                                 | [ 6 ]  |
| Weno - All In All                     | 2010 | produkcja utworu „Czapki z głów”                                                   | [ 7 ]  |
| Raca – Bobby Fischer                  | 2010 | produkcja utworów „Zagramy, panie Szulc”, „C.V.” i „Zatracasz siebie”              | [ 8 ]  |
| Młody M - Kronika II: Siła charakteru | 2011 | produkcja utworów „Na scenie”, „Ciężki pieniądz”, „Tacy sami” i „Ostatnie starcie” | [ 9 ]  |
| Onar – Dorosłem do rapu               | 2011 | produkcja utworu „Farbowane lisy”                                                  | [ 10 ] |
| Chada – WGW                           | 2011 | produkcja utworu „Od apelu do apelu”                                               | [ 11 ] |
| Darce - Four Seasons                  | 2012 | produkcja utworu „Intro”                                                           | [ 12 ] |
| Ramona 23 – Magiczne pióro            | 2012 | produkcja utworu „Niewolnicy miasta”                                               | [ 13 ] |
| RR Brygada - Rarytas                  | 2012 | produkcja utworu „To nie przypadek” i „Krok przed tobą”                            | [ 14 ] |
| Raca - Pamiętniki ludzi nienormalnych | 2013 | produkcja utworów „U ciebie w piekle, „Jesienne liście” i „Gwiazda północy”        | [ 15 ] |

## Teledyski
| Tytuł                                                                | Rok  | Reżyseria/Realizacja                   | Album                     | Źródło |
| -------------------------------------------------------------------- | ---- | -------------------------------------- | ------------------------- | ------ |
| „Zmień coś” (gościnnie: Enoiks)                                      | 2012 | Euforia Productions                    | –                         | [ 16 ] |
| „Oddech” (oraz L-Pro; gościnnie: GreeD)                              | 2013 | 1MD                                    | Zawsze najgorszy          | [ 17 ] |
| „Jestem gotów” (oraz L-Pro)                                          | 2013 | –                                      | –                         | [ 18 ] |
| „Wolni” (oraz Młody M; gościnnie: Vixen, Jopel, Dj Ace)              | 2013 | Paweł Poździk (sensi&)                 | Kronika III: Zaklęty krąg | [ 19 ] |
| „Na uwięzi” (oraz Młody M)                                           | 2013 | Pawel Pozdzik, Dawid Branecki (sensi&) | Kronika III: Zaklęty krąg | [ 20 ] |
| „Nie patrzę na innych” (oraz Młody M; gościnnie: Kajman, Pezet)      | 2013 | R5 Films                               | Kronika III: Zaklęty krąg | [ 21 ] |
| „Zaklęty krąg” (oraz Młody M)                                        | 2013 | 9mm filmz                              | Kronika III: Zaklęty krąg | [ 22 ] |
| „Kiedy zapada zmrok” (oraz Młody M)                                  | 2013 | –                                      | Kronika III: Zaklęty krąg | [ 23 ] |
| „Dobre życie” (oraz Młody M; gościnnie: Insert, Justyna Kuśmierczyk) | 2013 | 9mm filmz                              | Kronika III: Zaklęty krąg | [ 24 ] |
| „#Hot16Challenge”                                                    | 2014 | –                                      | –                         | [ 25 ] |